# Глобуляризация
Глобуляризация в антропологии (лат. globus — шар) — процесс приобретения объектом шаровидной (пространственно-округлой) формы. У современного человека фаза глобуляризации в развитии мозга наблюдается на первом году жизни. При этом мозг становится более округлым за счет ускоренного разрастания теменных, височных областей, мозжечка. У человекообразных обезьян этот процесс отсутствует. Также отсутствие глобуляризации подтверждено у неандертальцев, что подкрепляет точку зрения о параллельности развития мозга у этого вида и людей.